# ハズペス郡 (テキサス州)
ハズペス郡 (ハズペスぐん、Hudspeth County) はアメリカ合衆国テキサス州に位置する郡である。2000年現在、ここの人口は3,344人である。ここの郡庁所在地は シエラブランカである。ハズペス郡はエルパソ出身の下院議員クラウド・ベンソン・ハズペスの名を取って命名された。

## 地理
アメリカ合衆国統計局によると、この郡は総面積11,841km2 (4,572mi2) である。このうち11,839km2 (4,571mi2) が陸地で2 km2 (1 mi2) が水地域である。総面積の0.02%は水地域となっている。

### 隣接する郡
- オテロ郡、(ニューメキシコ州)  (北)
- カルバーソン郡  (東)
- ジェフデイビス郡  (西)
- エルパソ郡  (西)
- チワワ州、(メキシコ) (南)

## 人口動勢
2000年現在の国勢調査で、この郡は人口3,344人、1,092世帯、及び841家族が暮らしている。人口密度は0.3/km2 (0.7/mi2) である。0.1/km2 (0.3/mi2) の平均的な密度に1,471軒の住宅が建っている。この郡の人種的な構成は白人 87.23%、アフリカン・アメリカン0.33%、先住民1.41%、アジア0.18%、その他の人種8.76%、及び混血2.09%である。ここの人口の75.03%はヒスパニックまたはラテン系である。
この郡内の住民は34.10%が18歳未満の未成年、18歳以上24歳以下が8.90%、25歳以上44歳以下が26.70%、45歳以上64歳以下が20.40%、及び65歳以上が9.90%にわたっている。中央値年齢は30歳である。女性100人ごとに対して男性は102.90人である。18歳以上の女性100人ごとに対して男性は94.30人である。
この郡内の世帯ごとの平均的な収入は21,045米ドルであり、家族ごとの平均的な収入は22,314米ドルである。男性は22,862米ドルに対して女性は18,594米ドルの平均的な収入がある。この郡の一人当たりの収入 (per capita income) は9,549米ドルである。人口の35.80%及び家族の32.60%は貧困線以下である。全人口のうち18歳未満の41.30%及び65歳以上の42.60%は貧困線以下の生活を送っている。

## 都市及び町
- デルシティ(Dell City)
- フォートハンコック (Fort Hancock)
- シエラブランカ (Sierra Blanca)